# 半澤周三
半澤 周三（はんざわ しゅうぞう、1936年1月 -2016年7月7日　）は、日本のノンフィクション作家。岩手県釜石市生まれ。新日鐵釜石製鐵所で広報担当を務め、社内報「かまいし」の編集、百年史「炎と共に」の編纂を担当、総合史、同所の労働組合三〇年史を執筆した。また、1970年代まで新日鐵釜石吹奏楽部の奏者、指揮を務めた。1981年、『海を翔ぶ惇』で第22回講談社児童文学新人賞受賞。2016年7月7日、岩手県盛岡市内の大学病院にて胃がんのため死去。

## 著書
- 日本製鉄事始 大島高任の生涯（新人物往来社 1974年）
- 天上音鳴る（日本吹奏楽指導者協会 1989年）
- 光芒の序曲 榊保三郎と九大フィル（葦書房 2001年）
- 南部の大河 史上最大の一揆その攻防（郁朋社 2001年）
- 大島高任 日本産業の礎を築いた「近代製鉄の父」（PHP研究所 2011年）

## 参考
- http://bookweb.kinokuniya.co.jp/htm/4569801609.html
- 『光芒の序曲』著者紹介